# Ostsiedlung
Ostsiedlung ("Assentamento Oriental") é o termo usado para designar a migração medieval de alemães e a germanização das áreas povoadas por povos eslavos, bálticos e urálicos; a área mais povoada era conhecida como Germania Slavica. Os esforços de germanização incluíram partes orientais da Frância, Frância Oriental e o Sacro Império Romano-Germânico e além; e as consequências para o desenvolvimento dos assentamentos e estruturas sociais nas áreas de assentamento. Outras regiões também foram colonizadas, embora não tão intensamente. A Ostsiedlung abrangia várias regiões modernas e históricas, principalmente a Alemanha a leste dos rios Saale e Elba, os estados da Baixa Áustria e da Estíria na Áustria, a Polônia e a República Tcheca, mas também em outras partes da Europa Central e Oriental.

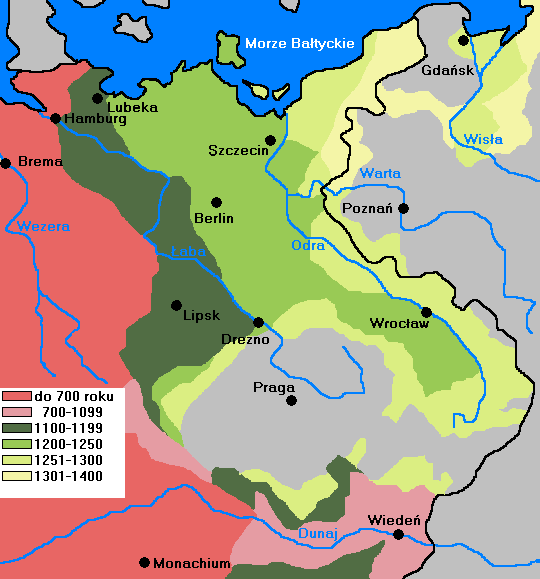
Etapas da colonização alemã no Leste Europeu em rosa e três tons de verde; a linha preta representa a fronteira do Sacro Império Romano de acordo com o Tratado de Namysłów de 1348

A maioria dos colonos se deslocaram individualmente, em esforços independentes, em múltiplas etapas e em diferentes rotas. Muitos colonos foram encorajados e convidados pelos príncipes locais e senhores regionais, que por vezes até expulsaram parte das populações indígenas para dar lugar aos colonos alemães.
Grupos menores de migrantes se mudaram para o leste durante o início da Idade Média. Grandes jornadas de colonos, que incluíam acadêmicos, monges, missionários, artesãos e artesãs, muitas vezes convidados, em números não verificáveis, mudaram-se pela primeira vez para o leste em meados do século XII. As conquistas territoriais militares e as expedições punitivas dos imperadores otonianos e sálios durante os séculos XI e XII não fazem parte do Ostsiedlung, já que essas ações não resultaram em nenhum estabelecimento de assentamento digno de nota a leste dos rios Elba e Saale. O Ostsiedlung é considerado um evento puramente medieval, pois terminou no início do século XIV. As mudanças legais, culturais, linguísticas, religiosas e económicas causadas pelo movimento tiveram uma profunda influência na história da Europa Central Oriental entre o Mar Báltico e os Cárpatos até ao século XX.
No século XX, relatos do Ostsiedlung foram fortemente explorados pelos nacionalistas alemães (incluindo o movimento nazista) para pressionar as reivindicações territoriais da Alemanha e demonstrar a suposta superioridade alemã sobre os povos não germânicos, cujas realizações culturais, urbanas e científicas naquela época foram prejudicadas, rejeitadas ou apresentadas como alemãs. Após a Primeira Guerra Mundial (1914–1918), o fato de o Império Alemão e a Áustria-Hungria terem perdido parte dos seus territórios no Leste Europeu surgiu como um contraponto à Ostsiedlung porque alguns alemães no leste se tornaram cidadãos estrangeiros quando suas casas não faziam mais parte da Alemanha e da Áustria. Os alemães no Leste, fora da Alemanha e da Áustria, foram parcialmente forçados a sair e as regiões que a Alemanha e a Áustria perderam no Leste eram dominadas por povos não alemães, então a perda alemã aqui não foi tão severa quanto depois da Segunda Guerra Mundial .
Durante e após a Segunda Guerra Mundial (1944-1950), os alemães foram expulsos e deportados do leste da Europa para a Alemanha e sua língua e cultura foram perdidas na maioria das áreas (incluindo as terras dominadas pelos alemães que a Alemanha perdeu após esta guerra) nas quais os alemães se estabeleceram durante o Ostsiedlung; exceto parte da Áustria Oriental e especialmente da Alemanha Oriental.